# Szyja meandrowa

Położenie szyi meandrowej(Cuello) względem zakoli rzeki

Szyja meandrowa, szyja zakola – część ostrogi meandrowej, obustronnie podcinana przez zbliżające się do siebie dwa końce zakola rzeki.
Powstaje w wyniku zwiększania się promienia krzywizny sąsiednich zakoli w wyniku erozji bocznej, co prowadzi do zmniejszenia szerokości nasady ostrogi meandrowej. W trakcie wezbrania może ulec przerwaniu, następuje wówczas wyprostowanie koryta, odcięcie dawnego zakola i powstanie starorzecza.